# Bessie Coleman
Elizabeth "Bessie" Coleman (n. 26 ianuarie 1892 - d. 30 aprilie 1926) a fost o femeie aviator din SUA, cunoscută pentru faptul că a fost prima femeie de culoare care a deținut licență de zbor.
A studiat la Berlitz School din Chicago.
Deoarece era femeie de culoare, nu a fost primită la școlile de zbor din SUA, astfel că la sfârșitul anului 1920 pleacă la Paris.
Aici se pregătește pentru pilotajul aviatic pe un aparat de zbor de tip "Nieuport".
La 15 iunie 1921 obține brevetul de zbor.
A luptat pentru anihilarea barierelor rasiale din societatea americană.
S-a stins din viață în urma unui accident aviatic.